# Джецун Пема Вангчук
Джецун Пема Вангчук (англ. Jetsun Pema Wangchuck, дзонг-кэ རྗེ་བཙུན་པདྨ་དབང་ཕྱུག; род. 4 июня 1990, Тхимпху) — супруга Джигме Кхесар Намгьял Вангчука, пятого короля Бутана. Их свадьба состоялась 13 октября 2011 года в Пунакха-дзонге. 5 февраля 2016 года у пары родился первенец.
Она вторая из пяти детей в семье. Её отец работает пилотом на коммерческих авиалиниях, а мать приходится племянницей супруге второго короля Бутана.
Начальное образование получила в Индии. Сейчас[когда?]

 учится в лондонском Regent's College по специальности международные отношения. Помимо родного дзонг-кэ, владеет английским языком и хинди.
Является послом ЮНЕП по охране озонового слоя Земли.

## Ранний период жизни
Джетсун Пема родилась 4 июня 1990 года в Национальном госпитале имени Джигме Дорджи Вангчука в Тхимпху. Ее отец, Дхондуп Гьялчен, является внуком двух Трашиганг-дзонгпенов, Тинлей Топгай и Угьен Церинг (губернаторы Трашиганга).  Ее мать, Аум Сонам Чоки, родом из семьи Бумтанг Пэнгтей (одна из старейших дворянских семей Бутана). Отец Сонам Чоки был сводным братом двух королев Бутана, Пхунцо Чоден (прабабушки нынешнего короля) и ее сестры Пемы Дечен.
Её предком также является 48-й Друк Деси и 10-й Пенлоп Тронгсы Джигме Намгьяла (отец короля Угьена Вангчука и ее прапрабабушки Аши Йешай Чоден).  Король и королева Бутана - дальние родственники.
Джецун Пема — вторая из пяти детей.  Среди ее четырех братьев и сестер: два брата, Тинлей Норбу и Джигме Намгьел, и две сестры, Серчен Дома и Йеатсо Лхамо (старшая, которая является женой брата короля, принца Джигме Дорджи Вангчука).
Раннее образование Джетсун Пема проходило в Тхимпху в Школе Маленького Дракона, в Школе Солнечного Света (1995–1996) и, наконец, в Чанганкхской средней школе (1997–1998).  Затем она получила образование в монастыре Святого Иосифа в Калимпонге, Западная Бенгалия, Индия, с 1999 по 2000 год.  Она продолжила свое среднее образование в средней школе Лунгтензампа в Тхимпху с 2001 по 2005 год и в апреле 2006 года переехала в Школу Лоуренса, Санавар, в Солане, Химачал-Прадеш, Индия. Она присоединилась к Лоуренсу в качестве ученика класса XI и решила изучать английский язык, историю, географию, экономику и живопись.  Она получила высшее среднее образование 31 марта 2008 года. Затем она начала свое высшее образование, поступив в Риджентс-колледж в Лондоне, где она окончила международные отношения с психологией и историей искусства в качестве второстепенных предметов.

## Королевская свадьба
20 мая 2011 года во время открытия седьмой сессии парламента король объявил о своей помолвке, сказав
«Как королю, мне пора жениться. После долгих раздумий я решил, что свадьба будет в этом году».
Описывая Джецун Пему, он сказал:
Теперь у многих будет свое представление о том, какой должна быть королева — что она должна быть уникально красивой, умной и грациозной. Я думаю, что с опытом и временем можно превратиться в динамичного человека на любом жизненном пути с правильными  усилиями. Для королевы самое важное то, что она всегда должна быть хорошим человеком, и как королева она должна быть непоколебимой в своем стремлении служить народу и стране. Я нашёл такого человека, кто соответствует моему представлению о королеве, и ее зовут Джетсун Пема. Пока она молода, она теплая и добрая в сердце и характере. Эти качества вместе с мудростью, которая придет с возрастом и опытом, сделают ее великой слугой нации.
Супруги поженились 13 октября 2011 года в Пунакха Дзонг.  Царская свадебная церемония состоялась сначала в Пунакхе, а затем в Тхимпху и Паро.  Во время церемонии король наградил ее короной Друка Гьялцуэна, официально объявив ее королевой Королевства Бутан.
Свадьба прошла в традиционном стиле с «благословением божеств-хранителей».  Хотя Бутан допускает многоженство, король сказал, что он никогда не женится на другой женщине, и что Джетсун Пема будет его единственной женой в будущем.  На их свадьбу Нидерланды прислали королевской паре тюльпаны и назвали в её честь один из них «Королевой Бутана».

## Королевские обязанности
После замужества Джетсун Пема присоединилась к королю во время нескольких поездок за границу в Индию, Сингапур, Японию, и Великобританию.
Джетсун Пема сопровождала Джигме Хесара во время нескольких его королевских визитов в различные части Бутана до свадьбы, и как королева Бутана сопровождает его во всех таких поездках.  Королевское посещение по дороге через страну включает в себя встречу и общение с как можно большим количеством местных жителей, студентов и государственных служащих.
Джетсун Пема является защитницей экологических проблем и покровительницей Королевского общества защиты природы.  Кроме того, она является послом по озону ЮНЕП.  Ее Величество тесно сотрудничает с различными организациями, работающими с детьми с особыми потребностями, в качестве покровительницы Общества способностей Бутана. Она является также покровительницей Ассоциации почек Бутана (Джигтен Вангчук Чогпа) и Фонда почек Бутана.
С 2016 года она возглавляет Бутанское общество Красного Креста (BRCS).

## Личная жизнь
Интересы королевы включают в себя изобразительное искусство, живопись и баскетбол. Она возглавляла свою школьную команду по баскетболу и все еще поддерживает свой интерес к спорту. Поддерживает и шахматы, играет  и сама . Активно внедряет  шахматы в школы. Другие ее увлечения во время учебы в школе включали в себя участие в школьных группах и танцевальных программах.  Помимо Дзонг-кэ, национального языка Бутана, она свободно говорит на английском и хинди.
11 ноября 2015 года было объявлено, что она ожидает, что их первый ребенок, сын, родится в начале 2016 года. Она родила 5 февраля 2016 года в Дворец Лингкана.  Король присутствовал при рождении сына Гьялси. Его имя было объявлено 16 апреля 2016 года.
17 декабря 2019 года было объявлено, что Король и Королева ожидают появления своего второго ребёнка весной 2020 года.
19 марта 2020 года у пары родился второй сын Джигме Угъен Вангчук.
9 сентября 2023 года родилась дочь Сонам Янгден Вангчук, ставшая третьим ребёнком пары.

## Награды
Знак 60-го дня рождения короля Джигме Сингье.

## Титул
- Официальный стиль - Ее Величество
- Разговорный стиль - Ваше Величество
- Альтернативный стиль - Друк Гьялцен
- 4 июня 1990 года - 12 октября 2011 года: Аши Джецун Пема
- 13 октября 2011 г. - настоящее время: Ее Величество Королева Бутана